# Olga Carmona García
Olga Carmona García (Sevilla, 12 de juny de 2000) és una futbolista professional sevillana que juga com a lateral esquerra al Paris Saint-Germain Football Club Féminines. És internacional amb la selecció espanyola.

## Carrera

### Club
Nascuda a Sevilla, Andalusia, Olga Carmona va començar la seva carrera futbolística als sis anys al Sevilla Este. El 2007 va passar a l'equip juvenil del Sevilla FC, on passaria nou anys. La temporada 2016/17, Olga Carmona va pujar al primer equip que jugava a Segona Divisió, la segona divisió d'Espanya en aquell moment. Va aconseguir amb el seu equip a la seva primera temporada l'ascens a Primera Divisió. Encara que el seu club va aterrar a la zona mitjana baixa de la lliga durant les tres temporades següents, Carmona va aconseguir les semifinals de les copes nacionals 2018/19 i 2019/20, en què el Sevilla va derrotar la Reial Societat, fet i fet campiona, i al FC Barcelona.
L'estiu del 2020, Olga Carmona va fitxar per la recentment creada secció de futbol femení del Reial Madrid.

### Internacional
Olga Carmona es va proclamar campiona d'Eurocopa 2018 amb la selecció sub-19 en vèncer a la final Alemanya per 1-0. Ella mateixa va contribuir amb quatre gols en deu partits a la fase de classificació i la fase final per guanyar el títol. Un any després va tornar a estar amb la sub-19 en la fase final de l'Europeu, on el seu equip va perdre per 1-3 després de la pròrroga a semifinals contra França.
El 13 d'abril de 2021, Olga Carmona va debutar amb la selecció absoluta en un partit amistós contra Mèxic .

#### Copa Mundial Femenina de la FIFA 2023
El 2023, als 23 anys, Carmona va exercir un paper clau en la victòria d'Espanya a la Copa Mundial de la FIFA, sent escollida capitana de la selecció espanyola tant a la semifinal com a la final i marcant gols decisius en cadascun dels dos partits.
En la semifinal contra Suècia, el 15 d'agost, Carmona va marcar el 2-1 definitiu amb un precís xut de lluny. Cinc dies després, al minut 29 del partit de campionat contra Anglaterra, va marcar l'únic gol de la victòria per 1-0 d'Espanya, que va aconseguir el trofeu. A la final, Carmona també va ser triada millor jugadora del partit.

## Vida personal
El seu germà gran, Fran Carmona, també és futbolista i juga com a defensa al Sevilla C.
Durant la seva infància, els pares de Carmona van insistir que no jugués a futbol i la van orientar cap a la natació, el tennis i el ball flamenc; finalment van cedir quan ella no va canviar d'opinió.
El pare de Carmona va morir després d'una llarga malaltia dos dies abans de la final de la Copa del Món de 2023 en què Olga va marcar el gol de la victòria. La seva mare i els seus germans estaven presents a Austràlia per veure jugar a l'Olga i es va assabentar de la mort del seu pare després de les celebracions de la victòria d'Espanya.

## Palmarès

### Espanya
- Copa del Món Femenina de Futbol: 2023

#### Espanya sub-19
- Campionat d'Europa sub-19 (1): 2018